# Автошлях Т 1631
Автошля́х Т 1631 — автомобільний шлях територіального значення в Одеській області. Проходить територією Ізмаїльського та Болградського районів від перетину з E87 через Новоозерне — Болград — пункт пропуску Табаки. Загальна довжина — 36,7 км.

## Маршрут
Автошлях проходить через такі населені пункти:
| Автошлях Т 1631         |        |
| Одеська область         |        |
| Ізмаїльський район      |        |
|                         | E87М15 |
| Новоозерне              |        |
| Болградський район      |        |
| Криничне                |        |
| Тополине                |        |
| Оксамитне               |        |
| Болград                 | Т 1606 |
| Табаки                  | Т 1608 |
| Табаки (пункт пропуску) |        |